# Chabrignac
Chabrignac – miejscowość i gmina we Francji, w regionie Nowa Akwitania, w departamencie Corrèze.
Według danych na rok 1990 gminę zamieszkiwały 364 osoby, a gęstość zaludnienia wynosiła 33 osoby/km² (wśród 747 gmin Limousin Chabrignac plasuje się na 314. miejscu pod względem liczby ludności, natomiast pod względem powierzchni na miejscu 536.).

## Populacja

Populacja Chabrignac w latach 1962–2008